# Smithfield Foods
Smithfield Foods – amerykańskie przedsiębiorstwo produkujące wieprzowinę, z siedzibą w Smithfield w stanie Wirginia. Firma jest jednym z największych światowych producentów wieprzowiny.
Firma zajmuje się produkcją wieprzowiny surowej, mięs paczkowanych oraz hodowlą i sprzedażą całych tuczników. W 2014 firma wyprodukowała około 3,9 mld funtów (około 1,79 mld kg) surowej wieprzowiny, 2,8 mld funtów (1,27 mld kg) mięs paczkowanych (wędlin wędzonych i gotowanych, kiełbas, bekonu, parówek i innych) oraz wyhodowała 14,7 mln żywych tuczników przeznaczonych na handel.
Poza zakładami wytwórczymi w Stanach Zjednoczonych, Smithfield Foods posiada także zakłady przetwórstwa i dystrybucji mięsa w Polsce, Rumunii i Wielkiej Brytanii, a także eksportuje swoje produkty do Chin, Japonii, Meksyku, Rosji i Kanady.
26 września 2013 roku Smithfield Foods połączyła się z Sun Merger Sub, spółką zależną grupy WH Group. W wyniku połączenia, kontrolę nad firmą przejęła WH Group z siedzibą na Kajmanach. Akcje WH Group notowane są na giełdzie w Hongkongu.

## Aktywność w Polsce
Na terytorium Polski Smitfield Foods prowadzi swoją działalność przez szereg spółek:
- Agri Plus – przedsiębiorstwo z siedzibą w Poznaniu, zajmujące się produkcją trzody chlewnej i pasz
- Animex – warszawskie przedsiębiorstwo, producent mięs i wędlin, właściciel marek Krakus, Morliny i innych
- Ferma Krąplewice – przedsiębiorstwo chowu i hodowli świń
- Prima Farms - producent prosiąt